# Aspera-3

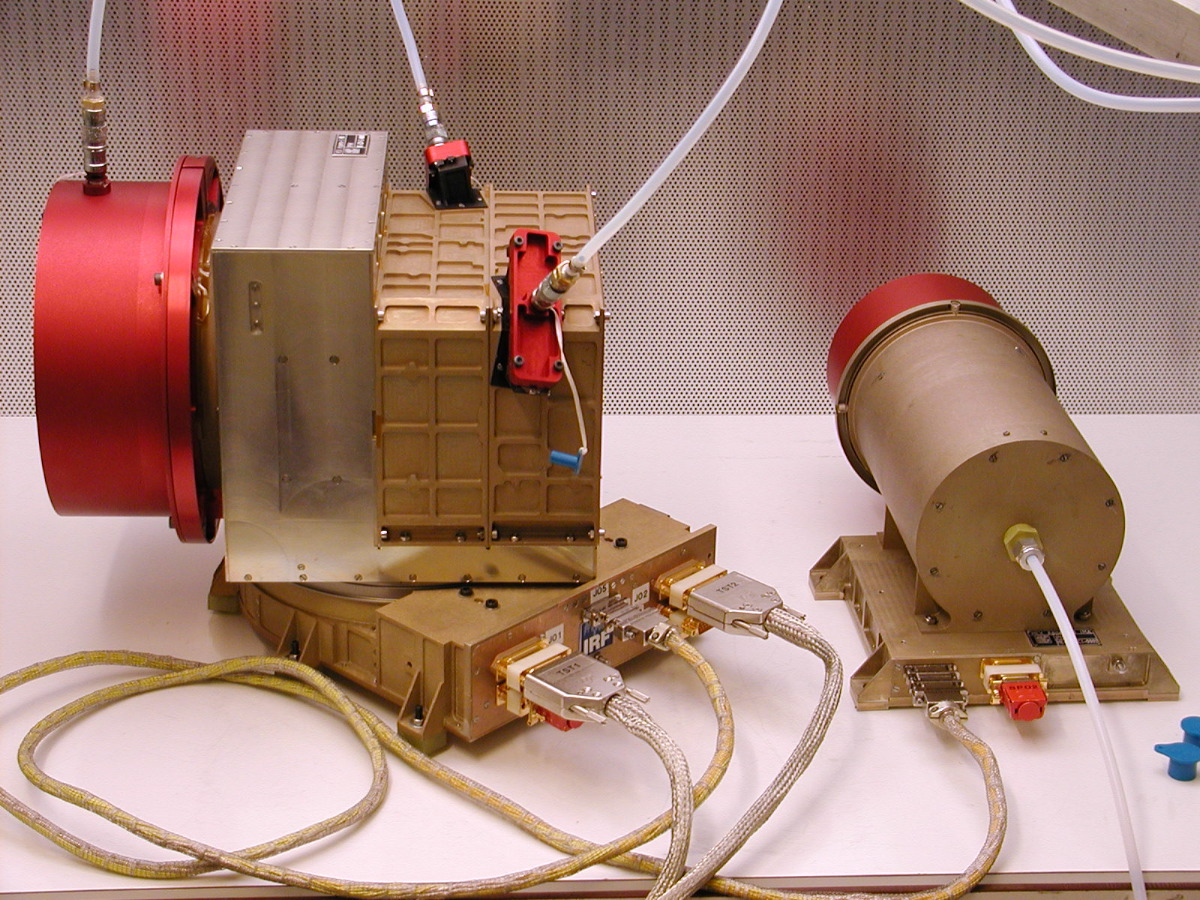
ASPERA-3, links Haupteinheit, rechts Nebeneinheit

ASPERA-3 (Analyser of Space Plasmas and Energetic Atoms) ist ein von Wissenschaftlern am Schwedischen Institut für Weltraumphysik (Kiruna) entworfenes Instrument an Bord des Mars Express. Aspera-3 war eines der 3 Hauptinstrumente der Mars-Express. Es hatte die Mission, mehr über die Marsatmosphäre und ihre Interaktion mit dem Sonnenwind zu erfahren, und die Quellen der sogenannten ENAs (Energetic Neutral Atoms) auf dem Mars zu untersuchen. Außerdem hatte ASPERA-3 die Aufgabe, Plasma und neutrale Gase in der Umgebung des Mars zu analysieren und zu kategorisieren. Die Mission startete am 2. Juni 2003 vom kasachischen Weltraumbahnhof Baikonur in Richtung Mars.

## Ziele der Mission
Das Hauptziel der Mission war es, die Wechselwirkung zwischen Sonnenwind und Atmosphäre des Mars zu studieren und das Plasma und neutrale Gase in der Umgebung vom Mars zu charakterisieren. Zu diesem Zweck wurden gleichzeitig Energetic Neutral Atom (ENA) Imaging und in-situ Messungen verwendet. Weitere Leitfragen der Mission waren folgende:
- Wie stark wird die Marsatmosphäre von interplanetarem Plasma und elektromagnetischen Feldern beeinflusst?
- In welcher Form gibt/gab es Wasser auf dem Mars?
- Ist Wasser verloren gegangen?
- Gibt es Wasser in gefrorener Form auf dem Mars?
- Ist es möglich, dass auf dem Mars Leben existierte?[1]

Die offiziellen, spezifischen Ziele wurden folgendermaßen formuliert:
- Die Bestimmung der momentanen globalen Verteilungen von Plasma und neutralem Gas in der Nähe von Mars
- Studien des vom Plasma induzierten atmosphärischen Verlustes
- Die Untersuchung von atmosphärischen Veränderungen durch Ionenbeschuss
- Die Untersuchung der Energie-Übertragung zwischen Sonnenwind und Ionosphäre[2]

## Ablauf der Mission

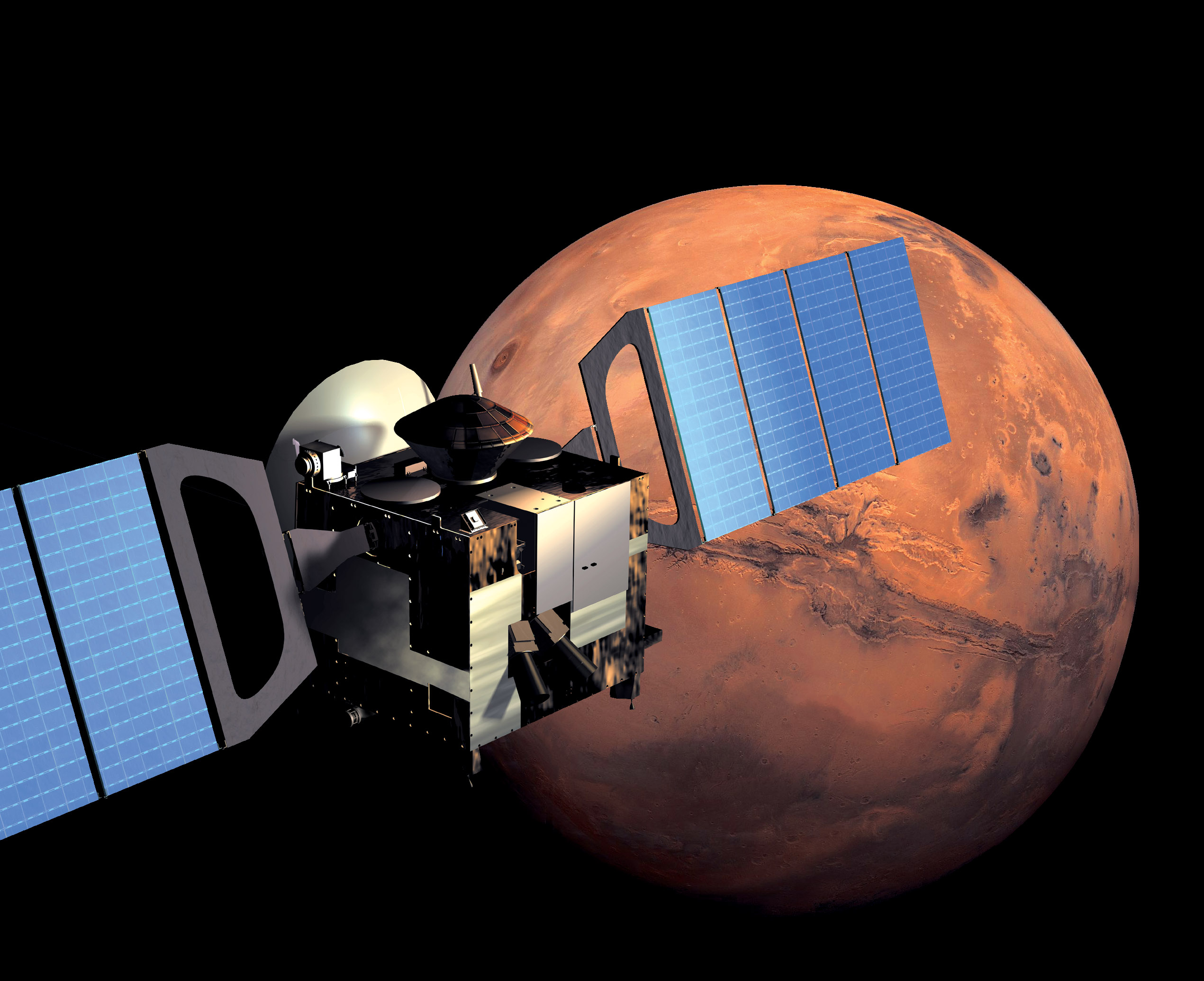
Auf diesem Bild kann man die Haupteinheit deutlich an der links-oberen Ecke der Sonde erkennen, und die Nebeneinheit an der links unteren Ecke.

Am 2. Juni 2003 startete der Mass Express auf einer Soyuz-Fregat Rakete vom Weltraumbahnhof Baikonur in Kasachstan. Nach einer Reihe von Tests zur Funktion der Sensoren wurde dieser Teil der Mission als ,,very successful´´ beschrieben. Am 23. Juni wurde im ESOC (European Space Operation Center) in Darmstadt die erfolgreiche Inbetriebnahme eines ersten Sensors von Aspera-3 beobachtet. Am 25. Juni wurde auch der letzte Sensor in Betrieb genommen, sodass Aspera-3 vollständig funktionsbereit war. Professor Stas Barabash vom Schwedischen Institut für Weltraumphysik sagte, dass dies der Moment gewesen sei, dem die Verantwortlichen mit am meisten Nervosität entgegen geblickt hätten. Nach 6 Monaten Flugzeit wurde der Marsorbit erreicht. Dort begann der Aspera-3 die Messungen. Geplant war eine minimale Verweildauer von 687 Tagen im Orbit. Vom 20.–22. August trafen die an der Mission beteiligten Wissenschaftler in Kiruna zusammen, um den bisherigen Verlauf und die weitere Planung der Mission zu besprechen.

## Bedeutung
Die Mission war für die ESA (European Space Association) von großer Bedeutung, da es die erste europäische Marsmission war. Als der Mars Express nach 6-monatiger Reise den Orbit des Mars erreichte, war die folgende Pressemitteilung der ESA dementsprechend euphorisch. Die ESA maß der Mission auch wissenschaftlich große Bedeutung zu, da man sich erhoffte, durch die modernen Sensoren neue Erkenntnisse über den Mars, Sonnenwinde und die sogenannten ENAs (Energetic Neutral Atoms) zu erlangen. Insgesamt war die ASPERA-3 Mission eine weitere Hilfe, das Rätsel um das nicht vorhandene Wasser auf dem Mars zu lösen.

## Instrumente

### Haupteinheit (MU)
- Mechanischer Scanner

Der mechanische Scanner bewegt die drei Sensoren (NPI, NPD, ELS) über 180°, sodass 4π Steradiant bedeckt werden können, wenn insgesamt stabilisiert. Der Scanner hat 2 Schrittmotoren, die ein Schneckengetriebe drehen, das an den sich bewegenden Teil des Scanners montiert ist. Die Rotationsraten sind 1.5°, 3.0° und 6.0° pro Sekunde und bis auf 0.2° genau.
- Digital Processing Unit (DPU)

Die Hauptaufgabe der Digital Processing Unit (DPU) ist, die Sensoren (NPI, NPD, ELS) und den Scanner (s. o.) zu kontrollieren. Außerdem verarbeitet, komprimiert und speichert es die Daten der Sensoren, und leitet sie mit den Haushaltsdaten zusammen weiter zu dem Telemetriesystem der Sonde. Hinzukommend empfängt und führt es die Befehle aus, die dem Kommunikationssystem der Sonde gesendet werden.
- Haupteinheit mit Beschriftungen Neutral Particle Imager (NPI)

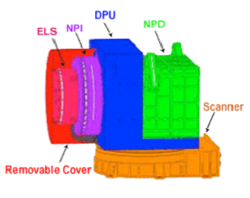
Haupteinheit mit Beschriftungen

Der NPI an Bord der ASPERA-3 Sonde ist ein Replikat des NPI-MCP Sensors von ASPERA-C an Bord der Mars 96 Mission, außerdem war er Teil der erfolgreichen Satellitenmission Astrid. Im NPI werden die geladenen Teilchen (Elektronen, Ionen) von einem elektrostatischen Ablenkungssystem, das aus zwei Scheiben mit einem 3 mm Spalt besteht, entfernt. Das 5 kV Potential zwischen der geerdeten Platte und der mit Ruhestrom produziert ein starkes elektromagnetisches Feld, das alle geladenen Teilchen mit einer Energie bis zu 60 keV wegschleudert. Da der integrale ENA-Fluss den Fluss der geladenen Teilchen für Energien größer als 60 keV wesentlich übersteigt, liefert diese Ablehnungsenergie  eine zufriedenstellende Leistung. Hinzu kommt, dass die Platten auch den Höhenwinkel bestimmen. Neben 'an' und 'aus' gibt es noch zwei andere Modi, die das System einnehmen kann, 'alternative' und 'sweeping', um zusätzlich genauere Informationen zu erhalten. Der Raum zwischen den Ablenkungssystemplatten ist durch Plastikspeichen in 32 Sektoren unterteilt, sodass 32 azimutale Kollimatoren mit einer Öffnung von jeweils 9 × 18° entstehen. Daraufhin fliegen die Neutralen, die durch das Ablenkungssystem gekommen sind, auf einen 32-seitiges, zylindrisches Ziel, das bei Interaktion mit den Partikeln sekundäre und primäre Teilchen zurückwirft (20°). Diese werden dann von einem MCP Stapel in der Chevron Konfiguration und anschließend von einer 32-Sektoren Anode detektiert. Die MCP detektiert: (a) gesputterte positive Ionen des Zielmaterials, (b) positive Ionen von der Ionisation von primär Neutralen, und (c) Neutrale, die von der Zieloberfläche reflektiert wurden. Die vorher erwähnten Speichen sind dazu da, die ENAs zu konzentrieren, um sie genau auf den zylindrischen Körper zu konzentrieren. In einer Messung kann der NPI 4π „scannen“ und speichert die Daten in einer Azimut x Erhöhung Matrix. Der Richtungs-Vektor von 32 Elementen kann alle 31.25 μs ausgegeben werden. Die zwei Speichen bzw. Sektoren, die auf die Sonde selbst gerichtet sind, sind geblockt, um die Dunkelziffer für die Fertigung des MCPs zu erfassen, außerdem wird der Platz benutzt, um die Kabel des ELS zur DPU zu führen (siehe Bild). Das ASPERA Team hat das Problem der UV-Strahlung und ihren Störungen bewältigt, indem sie eine Beschichtung, wie schon bei Astrid und ASPERA-C, benutzten: DAG 213 eine Hatz basierende Graphitlösung, Aquadag ähnelnd. Zusammenfassend kann man sagen, dass der NPI ein Gerät zur Detektion und Lokalisierung von ENA-Flüssen ist.
- Neutral Particle Detector (NPD)

Der Neutral Particle Detector trägt wiederum zum Energetic Neutral Atom (ENA) Imaging bei, hauptsächlich Wasserstoff und Sauerstoff, indem er die Masse und die Geschwindigkeit der ENAs auflöst. Der NPD verfügt über 2 identische Sensoren. In jedem dieser Sensoren werden die geladenen Teilchen in zwei 90 Grad Sektoren entfernt, um die ENAs zu erfassen. Zu diesem Zweck wird ein Energiefeld erzeugt, das alle geladenen Teilchen mit einer Energie von mindestens 70 keV entfernt. Außerdem werden ankommende Strahlen vom Deflektor neu ausgerichtet, sodass bei der Bestrahlung mit ENAs diese auf die START-Fläche treffen, die einen weiteren Ausstoß von Elektronen hervorruft. Diese geben das START-Signal an TOF-Elektronen weiter. Die erfassten ENAs werden von der START-Fläche gespiegelt. Da die Strahlung neben den ENA-Teilchen auch ionisierende Strahlung enthält, muss die Ladung ausgeglichen werden, damit die Messungen nicht beeinflusst werden. Zu diesem Zweck werden weitere Strahlen hinzugefügt, um der gesamten Strahlenmenge eine neutrale Ladung zu verleihen. Die verbliebenen Ionen haben nach der Spiegelung eine Energie von 80 eV. Deshalb treffen die Strahlen nach der Spiegelung auf eine zweite Oberfläche, die STOP-Fläche. Durch diesen Aufprall werden erneut zusätzliche Elektronen freigesetzt, durch die das STOP-Signal weitergegeben wird. Da die Anzahl der ausgestoßenen Elektronen von der Masse der ENAs abhängt, kann dadurch die Masse der ENAs festgestellt werden.
- Electron Spectrometer (ELS)

Das Elektronenspektrometer ist ein Sensor zur Energie- und Richtungsanalyse von Elektronen und Ionen. Diese Messung kann bei einer Energie von bis zu 40 keV vorgenommen werden. Der ELS ist ein hochmoderner Sensor mit geringem Gewicht und Energieverbrauch. Der an Bord der Mars Express verbaute Elektronenspektrometer ist angelehnt an den ELS der Medusa Experimente im Rahmen der Astrid-2 Mission. Der ELS ist der leichteste Sensor von Aspera-3. Er besteht aus einem Kollimator und einem elektrostatischen Messgerät. Die Partikel durchqueren eine Öffnung und werden dann gefiltert. Die herausgefilterten Elektronen treffen in Folge auf eine MCP (micro-channel plate). Diese kleine Fläche ist nach Ladung abgestuft, sodass die Ladung gemessen werden kann und der ELS ein Energie Spektrum erstellen kann. Gemessen werden Elektronen mit einer Ladung von bis zu 20 keV/q. Der ELS ist oberhalb des NPI-Sensors montiert und verfügt über eine Energieauflösung von 7 %.

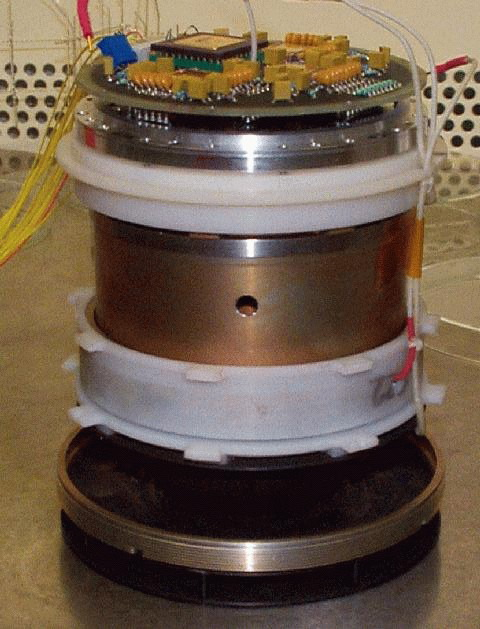
IMA im Labor

### Nebeneinheit
- Ion Mass Analyzer (IMA)

IMA (bzw. auch ICA) ist eine verbesserte Version von den Vorgängern Ionen Massen Spektographen TICS (Freja), IMIS (ASPERA-C) und IMI (Planet-B). Es ist eine Kopie des ICA-Instruments, das 2003 an Bord von Rosetta zum Kometen Wirtanen gestartet ist. Teilchen kommen durch ein Gitter in den IMA und fliegen dann durch ein Ablenkungssystem, das Teilchen zwischen 45° und 135° aus der Bahn wirft, um den Rest in den 'electrostatic analyser' (ESA) zu leiten (2 mm Spalte, im Vergleich: IMA-Durchmesser 45 mm), der nur Ionen einer bestimmten Energie durchlässt und diese fokussiert. Die fokussierten Ionen werden in ein zylindrisches Magnetfeld abgelenkt, das von Permanentmagneten erzeugt wird. Die leichteren Ionen werden stärker als die schwereren vom Zentrum des Feldes abgefälscht. Schlussendlich landen sie auf dem MCP und werden von einem Anodensystem detektiert. Die Ionen können gleichzeitig auf ihre Richtung und die Masse pro Ladung analysiert werden. Das magnetische Bauteil kann vormagnitisiert werden, um Ionen zu beschleunigen und eine Auswahl nach Größenordnung und Auflösung der Masse zu erlangen. Die Elektronen des MCPs werden von einem bildgebenden Anodensystem erfasst. Es besteht aus 32 konzentrischen Ringen, die die radiale Position des Einschlags zeigen (repräsentiert Ionenmasse), und 16 Sektor-Anoden, die die azimutalen Einschlagsposition messen (repräsentiert den Ioneneintrittswinkel). Das Auslesesystem basiert auf diskreten Vorverstärkern. 6 MOCAD chips („Monolithic Octal Charge Amplifier/Pulse Discriminator“) bieten 48 eigenständige Kanäle, für die 32 Ringe und 16 Sektoren der Anode. Diese Informationen können dann zur eigenen DPU geleitet werden und dort analysiert werden. In Konklusion ist der IMA ein Instrument, das die Masse und Energie der Ionen in der Marsatmosphäre messen kann.
- IMA DPU

IMA hat außerdem noch eine separate DPU, die, wie in der Haupteinheit ebenfalls, Daten sammelt und die anderen Systeme kontrolliert.

### Technische Daten
| Parameter                       | NPI         | NPD                              | ELS           | IMA                      |
| ------------------------------- | ----------- | -------------------------------- | ------------- | ------------------------ |
| Gemessene Teilchen              | ENA         | ENA                              | Electronen    | Ionen                    |
| Energiepalette, KeV pro Ladung  | 0.1 - 60    | 0.1 - 10                         | 0.01 - 20     | 0.01 - 30                |
| Energieauflösung                | -           | 80 %                             | 7 %           | 10 %                     |
| Massenauflösung                 | -           | 0.1 - 10 keV H, 0.3 - <100 keV O | -             | m/q = 1, 2, 4, 8, 16 >20 |
| Winkelauflösung (FWHM)          | 4.6 × 11.5° | 5 × 30°                          | 10 × 22.5°    | 4.5 × 22.5°              |
| Sichtfeld                       | 9° × 344°   | 9° × 180°                        | 10° × 360°    | 4.6° × 360°              |
| Effizienz, %                    | 1           | 1-25                             | keine Angaben | keine Angaben            |
| Zeit Auflösung (komplett 3D), s | 32          | 32                               | 32            | 32                       |
| Masse, kg                       | 0.7         | 1.3                              | 0.3           | 2.2                      |
| Leistung, W                     | 0.8         | 1.5                              | 0.6           | 3.5                      |

## Beteiligungen

Logo der ESA (European Space Association)

Die Mars-Express Mission war ein Projekt der ESA (European Space Association). Nach dem Start wurde die Mars-Express Mission vom ESOC (European Space Operation Center) in Darmstadt aus beobachtet. Das Instrument ASPERA-3 wurde vom Schwedischen Institut für Weltraumphysik in Kiruna entwickelt. In Kiruna arbeiteten 15 Forschergruppen aus 10 europäischen Ländern sowie aus den USA und Japan an der Entwicklung der komplexen Sensoren.

## Ergebnisse der Mission
Es ist schwierig zwischen Ergebnissen der Mars-Express Mission im Allgemeinen und jenen Ergebnissen, die der Aspera-3 zuzuschreiben sind, zu differenzieren. Folgende Erkenntnisse sind der Mars-Express Mission im Allgemeinen zuzuschreiben, wurden aber teilweise durch das Aspera-3 Instrument erzielt:
- Nachweis von gefrorenem Wasser an der südlichen Polarkappe des Mars
- Nachweis von Methan in der Atmosphäre
- Belege für die Existenz von flüssigem Wasser auf der Oberfläche des Mars in der Vergangenheit
- Erkenntnisse über Winde auf der Oberfläche[9]